# Marcel Teppaz
 (octobre 2016).
Si vous disposez d'ouvrages ou d'articles de référence ou si vous connaissez des sites web de qualité traitant du thème abordé ici, merci de compléter l'article en donnant les références utiles à sa vérifiabilité et en les liant à la section « Notes et références ».
Marcel Teppaz, né le 26 mai 1908 à Serrières-de-Briord et mort le 15 août 1964 à Saint-Alban d'une crise cardiaque, est un technicien-mécanicien lyonnais, qui a donné son nom au célèbre petit électrophone portatif Teppaz.

## Biographie
Issu d'une famille qui fabriquait et entretenait les mécanismes des filatures, il crée en 1931 une entreprise d'assemblage de matériels radio et amplificateurs, rue Jarente à Lyon, avec trois « compagnons ». En 1937, il lance une nouvelle affaire d'amplificateurs et 30 personnes s'installent dans des locaux plus vastes dans le même quartier, rue Général-Plessier.
Pendant la guerre, en 1941, il a l'idée de remplacer l'entrainement par manivelle des phonographes par un petit moteur électrique. Ce sera l'aventure fantastique du tourne-disque, puis du mange-disque en 1952.
En 1952 les chaînes de montage sont à Lyon, boulevard de la Croix-Rousse, la société vendu 600 000 appareils dont les 1 500 pièces sont assemblées par environ 600 employés, pour la plupart des femmes qui travaillent à la chaine.
Le modèle « Oscar » a été vendu à des millions d'exemplaires, véritable succès jusqu'en 1970. Cent-onze pays furent en effet conquis par le « Teppaz portable », ce qui valut à son auteur l'Oscar de la meilleure entreprise française à l'exportation en 1962.
Après son décès en 1964, l'activité de la société est poursuivie par sa femme et son gendre jusqu'en 1974.